# 唐津市立田頭小学校
唐津市立田頭小学校（からつしりつたがしらしょうがっこう）は佐賀県唐津市相知町にあった小学校。
2010年（平成22年）3月末に閉校し、唐津市立相知小学校に統合された。

## 概要
歴史
1875年（明治8年）創立。2010年（平成22年）3月末に閉校し、135年の歴史に幕を下ろした。
通学区域
中学校区は唐津市立相知中学校であった。

## 沿革
- 1875年（明治8年）10月 - 田頭村62番地に「田頭小学校」が創立[1]。下等・上等小学科を教授。
- 1878年（明治11年）- 統合により、「相知小学校 田頭分校」となる。初等科。中等科を教授。
- 1885年（明治18年）1月 - 隣村（岩屋村）の岩屋小学校を統合の上、「東川小学校」となる。
- 1889年（明治22年）4月 - 統合により、「尋常相知小学校 東川分校」となる。町村制の施行により、岩屋分校は分離し、尋常中島小学校に移管される。
- 1892年（明治25年）4月 - 尋常相知小学校から分離の上、「田頭尋常小学校」として独立。
- 1893年（明治26年）12月 - 藁葺き平屋建ての新校舎が完成。
- 1900年（明治33年）7月 - 瓦葺き平屋建ての新校舎を増築。
- 1908年（明治41年）4月 - 改正小学校令により、尋常科の修業年限が4年から6年に延長されたため、児童数が増加。これに対応するため、大字湯屋字加志川386番地に仮教場を設置。
- 1909年（明治42年）4月 - 2教室を増築。これにより、仮教場は廃止。
- 1918年（大正7年）12月 - 田頭農業補習学校が併設される。
- 1924年（大正13年）6月 - 併設の田頭農業補習学校に女子部を付設。
- 1925年（大正14年）2月 - 私立田頭図書館を併設。
- 1926年（大正15年）3月 - 併設の田頭農業補習学校が青年訓練所充当（後の田頭公民学校）となる。
- 1927年（昭和2年）- 校歌を制定。
- 1932年（昭和7年）- 相知村内の公民学校統合のため、併設の田頭公民学校が廃止される。
- 1935年（昭和10年）9月1日 - 相知村が町制施行で相知町となる。
- 1941年（昭和16年）4月1日 - 国民学校令の施行により、「田頭国民学校」に改称。尋常科を初等科に改める。
- 1947年（昭和22年）4月1日 - 学制改革により、「相知町立田頭小学校」と改称。
- 1951年（昭和26年）4月1日 - 千束地区の児童が相知町立相知小学校へ転出。
- 1952年（昭和27年）- 校舎の増改築を実施。運動場を拡張。
- 1959年（昭和34年）- 11学級教室を増築。木造2階建校舎を新築。
- 1962年（昭和37年）10月 - 完全給食を開始。
- 1967年（昭和42年）7月 - プールが完成。
- 1975年（昭和50年）- 創立100年記念式典を挙行。
- 2005年（平成17年）1月1日 - 市町合併により、「唐津市立田頭小学校」に改称。
- 2010年（平成22年）
  - 3月27日 - 閉校式[1]を挙行。
  - 3月31日 - 唐津市立相知小学校への統合により、閉校[1]。
  - 閉校後も秋の運動会は毎年行われている。また、地域のバレーのチームなどの練習などにも活用されている。

## 交通
最寄りの鉄道駅
- JR九州 唐津線 「岩屋駅」

最寄りのバス停留所
- 昭和バス 「田頭橋」停留所

最寄りの幹線道路
- 佐賀県道350号相知厳木線
- 佐賀県道341号山崎町切線

## 周辺
- 徳隣寺
- 厳木川

## 参考資料
- 「相知町史 下巻」（相知町史編さん委員会, 1977年（昭和52年）3月発行）p.375～

## 関連事項
- 佐賀県小学校の廃校一覧